# Liste de festivals au Japon
Cet article présente une liste de festivals au Japon.

## Festivals artistiques
- Biennale de Tokyo
- Design Festa (en)
- Triennale d'Echigo-Tsumari
- Triennale de Setouchi

## Festivals de films
- Festival du film asiatique d'Osaka (en)
- Festival du film CON-CAN (en)
- Festival du film de Yokohama
- Festival du film français au Japon
- Festival international du film d'animation d'Hiroshima
- Festival international du documentaire de Yamagata
- Festival international du film de Nara (en)
- Festival international du film d'Okinawa (en)
- Festival international du film de Tokyo
- Festival international du film fantastique de Yubari
- Image Forum Festival (en)
- Pia Film Festival (en)
- Rainbow Reel Tokyo
- Tokyo Filmex

## Festivals de danse
- Eisa (danse) (en)
- Festival Awa-Odori
- Festival de danse Furano
- Festival de danse Yosakoi de Kōchi
- Festival de danse Yosakoi de Tokyo
- Gujō Odori (en)
- Sō-odori matsuri

## Festivals de musique
- Cosquín en Japón (en)
- Festival de musique Kangensai
- Festival Rock in Japan au Hitachi Seaside Park
- Fuji Rock Festival
- LuckyFes (en)
- Mount Fuji Jazz Festival (en)
- Pacific Music Festival (en)
- Seiji Ozawa Matsumoto Festival
- Summer Sonic Festival
- Tokyo Idol Festival (en)
- Tokyo Summer Festival (en)
- Ultra Japan (en)
- Yamaha Music Festival
- Yokohama Jazz Festival (en)

## Événements touristiques
- Festival de la neige de Sapporo
- Festival de feux d'artifice de Sumidagawa
- Feu d'artifice PL

## Festivals ayant eu lieu au Japon et désormais annulés
- Concert sur le Rocher